# Das Mädchen vom Amselfelde

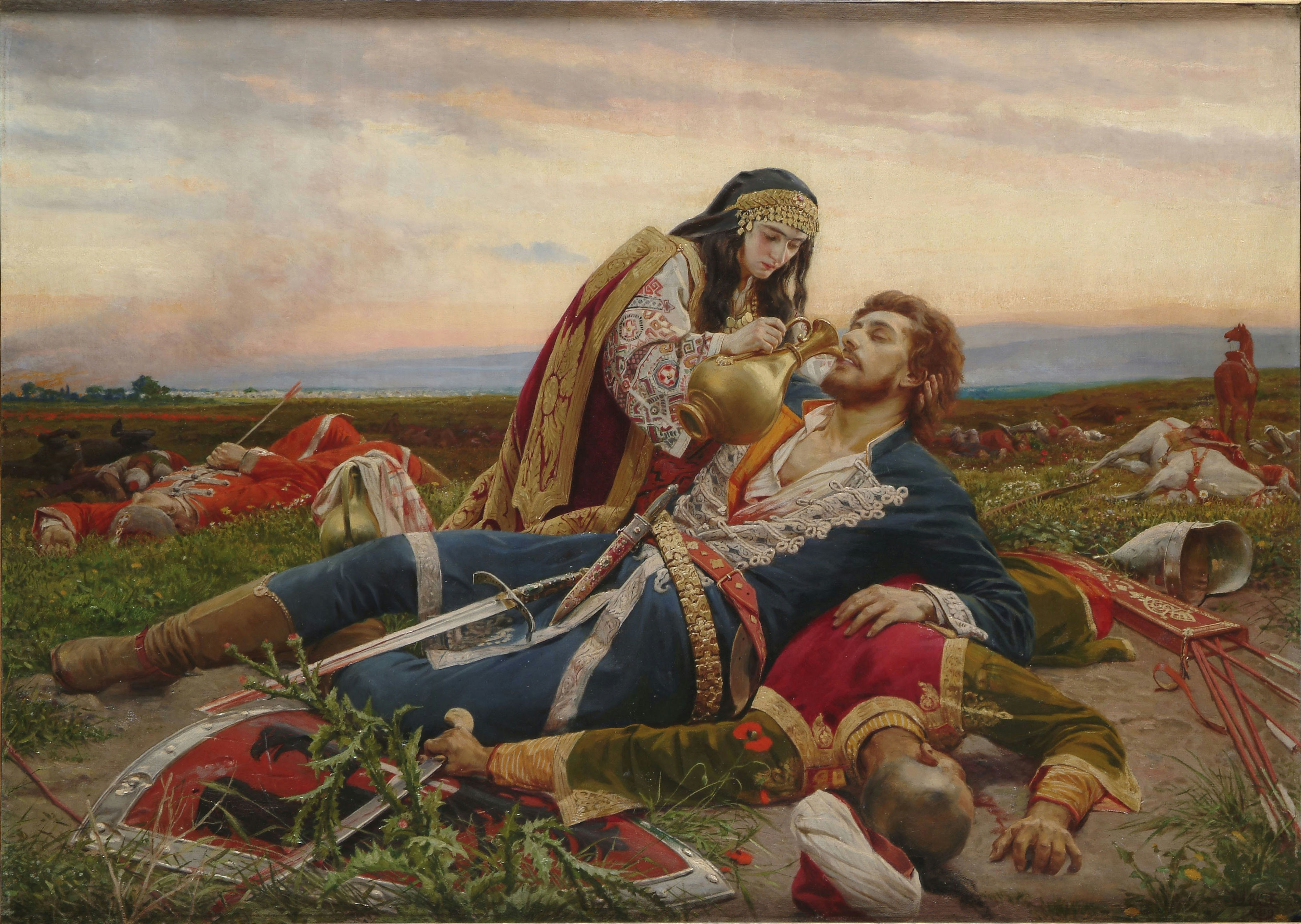
„Das Mädchen vom Amselfelde“ von Uroš Predić

Das Mädchen vom Amselfelde (serb. Косовка девојка, Kosovka devojka) ist ein zehnsilbiges serbisches episches Lied aus den Zyklen zur Amselfeldschlacht. Das mündlich überlieferte Lied wurde 1817 durch Lukijan Mušički, dem Abt des Klosters Šišatovac oder von jemandem, den er beauftragt hatte, festgehalten. Es wurde in der Liedersammlung Vuk Stefanović Karadžićs veröffentlicht. Die Fassung stammt angeblich von einer „blinden Alten“ aus Grguervci in Syrmien.

## Inhalt
Das Lied beginnt mit einer Schilderung des strahlenden Sonntagmorgens nach dem Ende der Schlacht auf dem Amselfeld. Ein Mädchen sucht unter den Verwundeten und Toten nach ihrem Verlobten und seinen zwei Blutsbrüdern. Sie trägt weißes Brot und zwei goldene Krüge in ihren Händen – einen mit kaltem Wasser, den anderen mit roten Wein. Nachdem sie die in ihrem Blut liegend Helden versorgt hat, wird offenbar, dass die Versprechungen ihrer Jugend, der Glanz des Morgens und das Gold ihrer Krüge sie bald betrügen werden. Sie erfährt von einem schwerverwundeten Krieger, dass alle drei in der Schlacht gefallen sind.

## Herkunft
Das Epos gehört in den Kontext der epischen Lieder zur Amselfeldschlacht. Es  wurde über Jahrhunderte von den Sängern der serbischen Bevölkerung im westlichen Balkan mündlich überliefert und in verschiedenen Varianten und Formen verbreitet. Es ist daher keinem spezifischen Autor zuzuordnen. So wurde das Lied von jedem Guslaren in der ihm bekannten Form dargeboten.

## Interpretation
Die im Lied beschriebene Handlung ist erfunden, enthält jedoch viele historische Informationen. Die nationale Katastrophe der Amselfeldschlacht wird in einem persönlichen Drama in einer fiktiven Geschichte erzählt. In den Geschenken, die das Mädchen vom Amselfeld von ihrem Verlobten und seinen zwei Blutsbrüdern vor der Schlacht erhalten hatte, spiegeln sich mittelalterliche Gebräuche und Sitten. Eine genaue Beschreibung der Ornamente von Ringen, Tuniken und Tüchern wie die Details der Kommunion der Serbischen Armee vor der Schlacht basieren auf exakten historischen Kenntnissen. Svetozar Radojčić hat diese mit den zeitgleichen byzantinischen Militär-Traktaten, serbischer monastischer Literatur und Fresken verglichen und vermutet deren treffend genaue mündliche Überlieferung im Lied Kosovka devojka durch exakte Wiederholung der Liedzeilen über mehrere Jahrhunderte hinweg. Viele serbische mittelalterlichen serbischen Epen wurden angeblich von frommen blinden Frauen notiert, und zeigen häufig einen stärkeren Sinn für die ferne Vergangenheit, als dies bei sehenden männlichen Sängern der Fall ist.
Das Gedicht von der Kosovka devojka wird neben dem Lied vom Tod der Mutter Jugović zu den schönsten Liedern des Kosovo-Zyklus gezählt. Das Gedicht erlangte als Sinnbild für weibliche Fürsorge, Hilfe und Nächstenliebe große Popularität. Uroš Predić griff das Sujet 1919 auf und hinterließ ein gleichnamiges Ölgemälde. Der Bildhauer Ivan Meštrović schuf 1907 ein Marmorrelief mit dem Titel Kosovka devojka als Teil seines Kosovo-Skulpturenzyklus.
1853 wurde die Übersetzung des Gedichts von Therese von Jacob in Leipzig veröffentlicht.